# Kunya-Urgench
Kunya Urgench (in turkmeno: Köneürgenç, dalla lingua persiana Kohna Urganj o Kuhna Gurgānj کهنه گرگانج, conosciuto anche come Konya-Urgench o Urganj) è una municipalità di circa 30 000 abitanti situata nel nord-est del Turkmenistan, poco a sud del confine uzbeko. 

## Storia
È il luogo in cui si trovava l'antica città di Urgench, che contiene le rovine del dodicesimo secolo - non ancora studiate - appartenenti alla capitale del regno di Corasmia nel periodo compreso tra il  1077 e il 1212. Dal 2005 le sue rovine sono protette dall'UNESCO che le ha inserite tra i Patrimoni dell'umanità.
In passato era bagnata dal fiume Amu-Darya ed era una delle più grandi città sulla via della seta. La sua data di fondazione è incerta ma le rovine esistenti potrebbero risalire addirittura al periodo achemenide. I secoli dodicesimo e tredicesimo rappresentarono l'età dell'oro per Urgench e la sua popolazione superò per fama e numero tutte le città centro-asiatiche tranne Bukhara. Nel 1221 Gengis Khan la rase al suolo durante una delle devastazioni associate al suo nome.
In seguito la città venne riedificata, ma dopo l'imprevisto cambiamento del corso dell'Amu-Darya e della distruzione della città fatta da Tamerlano nel 1370, gli abitanti furono costretti ad abbandonarla per sempre. La nuova città di Urgench venne sviluppata a nord, in quello che adesso si chiama Uzbekistan. I primi scavi nella città vecchia furono effettuati da Aleksandr Jakubovskij nel 1929.
Buona parte dei monumenti di Urgench sono completamente o parzialmente collassati. Ad oggi il sito contiene tre piccoli mausolei del dodicesimo secolo più quello maggiormente elaborato del quattordicesimo secolo dedicato a Turabek-Khanum, restaurato nel 1990. Il simbolo del luogo è il minareto di Kutlug-Timur (undicesimo secolo) che, con i suoi sessanta metri di altezza, fu il minareto in mattoni più alto fino alla costruzione di quello di Jam. È degno di nota anche il mausoleo di Il-Arslan, il più antico monumento ancora in piedi: una cupola conica composta da dodici facce, che ospita la tomba del nonno di Muhammad II del Khwarezm morto nel 1172. Più a nord si trova una vasta necropoli medievale.